# Stepove, Kameanka-Dniprovska
Stepove (în ucraineană Степове) este o comună în raionul Kameanka-Dniprovska, regiunea Zaporijjea, Ucraina, formată numai din satul de reședință.

## Demografie
Componența lingvistică a comunei Stepove
     Ucraineană (59,61%)
     Rusă (40,24%)
     Alte limbi (0,07%)
Conform recensământului din 2001, majoritatea populației comunei Stepove era vorbitoare de ucraineană (59,61%), existând în minoritate și vorbitori de rusă (40,24%).